# Kostelní vrch (Jičínská pahorkatina)
Kostelní vrch (456 m n. m.) leží v okrese Liberec Libereckého kraje, asi 1 km jihozápadně od města Hodkovice nad Mohelkou ve stejnojmenném katastrálním území.

## Popis vrchu

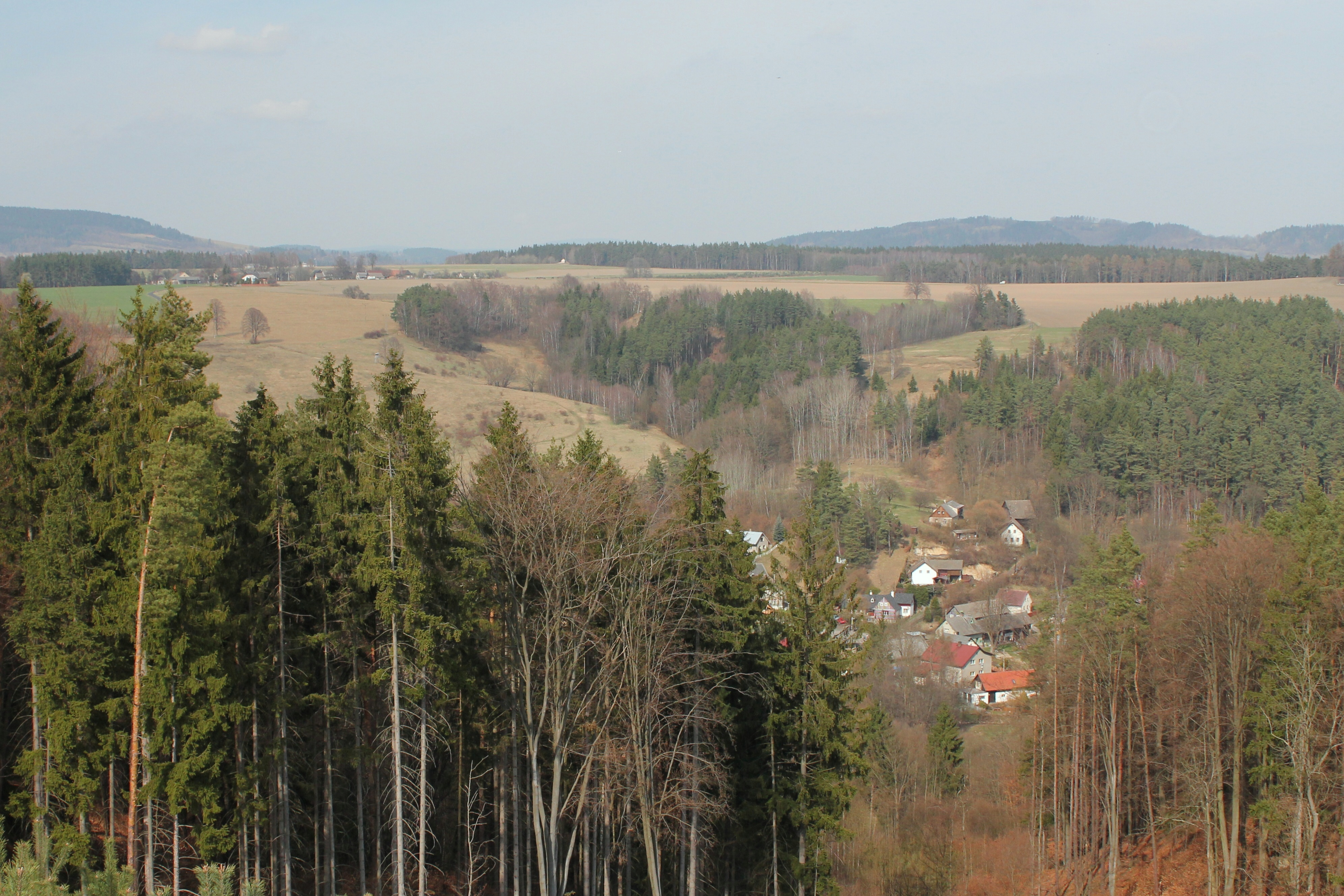
Ploché temeno vrchu z jihu přes údolí Mohelky

Jižně od vrcholu je sportovní letiště a ještě níže vesnice Vrchovina. Odlesněná plocha umožňuje výhledy. Rozsáhlou kuestu obtéká z východní a jižní strany Mohelka.

## Geomorfologické zařazení
Vrch náleží do celku Jičínská pahorkatina, podcelku Turnovská pahorkatina, okrsku Českodubská pahorkatina, podokrsku Letařovická pahorkatina a Hradčanské části.

## Přístup
Přes temeno vrchu vede silnice Hodkovice – Vrchovina. Silnici kopíruje žlutá turistická stezka – odbočuje z ní jen na Křížovou cestu s Kalvárií, vedoucí do svahu kopce ze hřbitova v Hodkovicích. Ve Vrchovině se žlutá stezka napojuje na červenou a v Hodkovicích na modrou stezku.